# Frances Murray
Frances Porter Murray, geborene Stoddard (* 23. Februar 1843 in New York City; † 3. April 1919 in Cardross, Schottland) war eine in den Vereinigten Staaten geborene und in Schottland lebende britische Suffragette, Schriftstellerin und Dozentin für schottische Musik.

## Leben
Murray wurde 1843 in den Vereinigten Staaten als Tochter von Arthur und Frances Stoddard geboren, die beide aktive Abolitionisten waren. Der Vater war ein Seidenhändler und im Jahr 1844 wanderte die Familie aus wirtschaftlichen Gründen nach Glasgow aus. Im Jahr 1853 zogen die Stoddards nach Elderslie, Renfrewshire, wo Arthur Stoddard die Teppichmanufaktur Stoddard International gründete.
Murray wurde weitgehend zu Hause unterrichtet, besuchte aber 1861 ein Mädchenpensionat in London. Während eines Besuchs bei Verwandten in den USA in den Jahren 1867 und 1868, wo sie und ihre Schwester Harriet Beecher Stowe kennenlernten, engagierte sie sich erstmals in einer Kampagne für die Rechte der Frauen.
1872 heiratete sie David Murray, einen bekannten Anwalt aus Glasgow. Dem vorausgegangen war ein langwieriges Werben, das zum großen Teil darauf zurückzuführen war, dass sie Wert auf ihre Unabhängigkeit legte. In einem Brief an ihre Mutter schrieb sie 1867 aus Amerika:

„Indeed, here as at home, I find a woman better not have too decided views on any matter, literature, historical, social, reform or politics, if she wishes to be a man's favourite. It is hard that brains in a woman except to give herself satisfaction, are a hindrance not an asset. Well, Mamma dear, I would rather have the brains than live on empty compliments the plaything of any man.“

„Hier wie zu Hause finde ich, dass eine Frau besser keine allzu dezidierten Ansichten zu irgendeinem Thema, sei es Literatur, Geschichte, Soziales, Reform oder Politik, haben darf, wenn sie die Favoritin eines Mannes sein will. Es ist schwer verständlich, dass der Verstand einer Frau, außer für sie selbst, eher ein Hindernis als ein Vorteil ist. Nun, liebe Mutter, ich würde lieber den Verstand haben, als mit leeren Komplimenten als Spielball eines Mannes zu leben.“

Das Paar zog kurz darauf nach Cardross und hatte drei Töchter, Sylvia (1875–1955), Eunice (1878–1960) und Dorothy; und einen Sohn, Anthony (1880–1918).
Murray äußerte schon früh den Wunsch, berufstätig zu werden, wurde aber aufgrund ihres Geschlechts daran gehindert. In ihren eigenen späteren Worten:

„In my young days the aim of a mother was to make her daughter pretty and attractive and sufficiently accomplished to let her marry well. Few other careers presented themselves to women.“

„Als ich jung war, bestand das Ziel einer Mutter darin, ihre Tochter hübsch und attraktiv zu machen und so versiert, dass sie gut verheiratet werden konnte. Nur wenige andere Karrieren boten sich den Frauen an.“

Trotzdem gelang es Murray, öffentliche Vorträge über schottische Musik zu halten und Konzerte in ihrer Heimatstadt Cardross zu veranstalten. Außerdem verfasste sie Bücher in verschiedenen Genres, darunter Reiseberichte und Gedichte. David Murray teilten mit seiner Frau das Interesse an verschiedenen Aspekten von Frauenrechte. Sie waren Unterstützer der Glasgow Association for the Higher Education of Women. Murray besuchte viele Vorlesungen an der Universität von Glasgow und hielt auch einige über schottische Lieder und Traditionen.
Sie schrieb aber auch darüber, wie sehr sich die Rechte der Frauen zu ihren Lebzeiten in Bezug auf die Bildung verbessert hatten. Bei der Gleichberechtigung hoffte sie auf eine Besserstellung noch zu ihren eigenen Lebzeiten. Sie und ihre beiden Töchter waren Mitglieder der Women’s Freedom League. 1910 nahm Murray an einer Wahlrechtsdemonstration in Edinburgh teil, wo sie einen der Umzüge anführte. Sie ermutigte ihre Töchter, die Möglichkeiten wahrzunehmen, die ihr selbst als junge Frau verwehrt gewesen waren. In einem Brief an Eunice zu deren Engagement schrieb sie:

„Go ahead my daughter - you possess on both sides fighting blood.“

„Nur zu, meine Tochter - du besitzt von beiden Seiten Kampfgeist.“

Murray starb 1919, konnte aber noch bei den Parlamentswahlen 1918 wählen, das erste Mal, dass Frauen dazu berechtigt waren.